# Етреши (Шер)
Етреши (фр. Etréchy) насеље је и општина у централној Француској у региону Центар (регион), у департману Шер која припада префектури Бурж.
По подацима из 2011. године у општини је живело 429 становника, а густина насељености је износила 13,46 становника/km². Општина се простире на површини од 31,88 km². Налази се на средњој надморској висини од 205 метара (максималној 254 m, а минималној 171 m).

## Демографија
| 1962. | 1968. | 1975. | 1982. | 1990. | 1999. | 2011. |
| ----- | ----- | ----- | ----- | ----- | ----- | ----- |
| 595   | 596   | 487   | 448   | 453   | 419   | 429   |

График промене броја становника у току последњих година